# Autolytus bicolor
Autolytus bicolor är en ringmaskart som beskrevs av Rullier 1972. Autolytus bicolor ingår i släktet Autolytus och familjen Syllidae. Inga underarter finns listade i Catalogue of Life.